# Футбол на летните олимпийски игри 1908
На Летните олимпийски игри през 1908 г. в Лондон, Великобритания за първи път се провежда официален футболен турнир.
Първоначално е предвидено да участват отборите на Нидерландия, Дания, Швеция, Унгария, Бохемия, Великобритания и Франция. Отборът на Великобритания се състои единствено от англичани, а Франция участва с два отбора. Поради политически проблеми Унгария и Бохемия се оттеглят от турнира и Нидерландия и първият отбор на Франция достигат полуфиналите без да играят мач.  Оттеглянето на Унгария и Бохемия е продиктувано от решението на Австро-Унгария да им забрани да участват със собствени национални отбори. 
Датският футболист Софус Нилсен поставя рекорд, като вкарва 10 гола при победата със 17:1 срещу Франция. Турнирът е спечелен от Великобритания.
Посещаемостта на турнира като цяло е сравнително малка спрямо нормалната посещаемост на мачове от английското първенство. 
В отбора на Великобритания играе Вивиан Уудуард, който към този момент има над 100 мача за Тотнъм Хотспър и Челси, а Харолд Хардман е двукратен финалист за ФА Къп с Евъртън. Звездата на Дания е математикът Харалд Бор, играещ в копенхагенския клуб Академиск Болдклуб с брат си Нилс Бор, носител на Нобеловата награда за физика през 1922 г. 

## Резултати

### Четвъртфинали
| 19 октомври 1908 |

| Нидерландия | няма | Унгария |
| ----------- | ---- | ------- |
|             |      |         |

|  |

| 19 октомври 1908 |

| Дания | 9 – 0 | Франция „Б“ |
| ----- | ----- | ----------- |
|       |       |             |

| Уайт сити Съдия: Томас Кайл (Великобритания) |

| 20 октомври 1908 |

| Франция „А“ | няма | Бохемия |
| ----------- | ---- | ------- |
|             |      |         |

|  |

| 20 октомври 1908 12:00 |

| Великобритания                                                                                | 12 – 1 | Швеция         |
| --------------------------------------------------------------------------------------------- | ------ | -------------- |
| Стапли 15', ??' Уудуард ??', ??' Бери ??' Чапман ??' Пърнъл ??', ??', ??', ??' Хоукс ??', ??' |        | Бергстрьом 65' |

| Уайт сити Съдия: Джон Иботсън (Великобритания) |

### Полуфинали
| 22 октомври 1908 |

| Великобритания            | 4 – 0 | Нидерландия |
| ------------------------- | ----- | ----------- |
| Стапли 37', 60', 64', 75' |       |             |

| Уайт сити Съдия: Джон Хаукрофт (Великобритания) |

| 22 октомври 1908 |

| Дания | 17 – 1 | Франция „А“   |
| --- | ------ | ------------- |
| Софус Нилсен 3', 4', 6', 39', 46', 48', 52', 64', 66', 76' Линдгрен 18', 37' Волфаген 60', 72', 82', 89' Мидълбоу 68' |        | Сарториус 16' |

| Уайт сити Съдия: Томас Кембъл (Великобритания) |

Загубата на първия отбор на Франция от Дания със 1 – 17 в полуфинала е най-голямата загуба във футболен турнир на олимпийски игри в историята на турнирите. 

### Мач за трето място
Френският отбор отказва да играе за третото място след загубата с 1 – 17 от Дания и в мача участва Швеция. 
| 23 октомври 1908 |

| Нидерландия           | 2 – 0  | Швеция |
| --------------------- | ------ | ------ |
| Рийман 6' Снетлаж 58' | Доклад |        |

| {{{стадион}}} Съдия: Джон Пиърсън (Великобритания) |

### Финал
| 24 октомври 1908 |

| Великобритания         | 2 – 0 | Дания |
| ---------------------- | ----- | ----- |
| Чапман 20' Уудуард 46' |       |       |

| Уайт сити Съдия: Джон Луис (Великобритания) |